# Specializzazione (medicina)
Una specializzazione è una branca della pratica medica che si concentra su un gruppo definito di pazienti, malattie, abilità o filosofie, ad esempio relative ai bambini (pediatria), ai tumori (oncologia), alla medicina di laboratorio (patologia clinica).
Dopo aver completato il corso di laurea in Medicina, i medici chirurghi di solito proseguono la loro formazione medica in una specifica specializzazione completando un corso pluriennale per diventare uno specialista.